# معركة لياج
معركة لياج كانت المعركة الافتتاحية للغزو الألماني على بلجيكا والمعركة الأولي في الحرب العالمية الأولى. بدأ الهجوم على المدينة في 4 أغسطس واستمر حتى 16 أغسطس عندما استسلم الحصن الأخير في النهاية.

## الخلفية
- حسب خطة شليفن، كان على القوات الألمانية الهجوم على بلجيكا، ولوكسمبورغ لغرض القيام بحركة التفافية كبيرة بغرض تطويق القوات الفرنسية.
- لكن قبل بدء المعركة كانت هناك صعوبة أخلاقية تمثلت في كون بلجيكا ولوكسمبورغ محايدتين، وكانت الحكومة البريطانية قد تعهدت بضمان هذا الحياد.

## بدء الهجوم
- في يوم 2 أغسطس احتل الألمان لوكسمبورغ بدون أن يعلنوا الحرب، وطلبوا من بلجيكا أن تسمح لقواتهم بالمرور فيها،[1] وكان الرد الطبيعي من البلجيكيين، وعلى رأسهم ملكهم ألبرت الأول، هو الرفض.
- في اليوم التالي هجم الألمان على بلجيكا، أيضاً بدون أن يعلنوا الحرب، وإن كانوا قد أعلنوا الحرب على فرنسا.[1]
- رد البريطانيون على الهجوم الألماني بإعلان الحرب يوم 4 أغسطس، وفي يوم 7 أغسطس، حطت أولى الوحدات البريطانية على الشاطئ الفرنسي.[2]

## سيرالمعركة
- لقي الألمان من البلجيكيين مقاومة أكبر بكثير من المتوقع. صحيح أن مدينة لياج قد سقطت يوم 5 أغسطس، إلاّ أن المقاومة في القلاع المحيطة بها استمرت لعشرة أيام أخرى.[3]
- إضافة إلى ذلك قام البلجيكيون بتخريب سككهم الحديدية، فأدّى إلى تعطل الإمدادات الألمانية، وبالتالي إلى تعطل الهجوم الألماني،[4] ولحسن حظ الألمان، لم يقدم الفرنسيون مساعدة فعالة للبلجيكيين.
- في 23 أغسطس تم احتلال نامور، وصار للألمان حرية كبيرة في تنفيذ خطة شليفن والهجوم على فرنسا.[3]
- مع ذلك لم يتم احتلال بلجيكا بشكل رسمي إلاّ بسقوط أنتويرب في 9 أكتوبر 1914.[5]

## ما بعد المعركة
- استمر الألمان في تقدمهم، لكنهم هزموا من قوات الحلفاء في معركة المارن الأولى في سبتمبر 1914.
- رغم أنتصار الألمان في معركة لياج، لكن المقاومة البلجيكية التي أدّت إلى تعطل التقدم الألماني قد أعطت الروس فرصة لغزو الإمبراطورية الألمانية من الشرق، فتم تحويل جزء من القوات الألمانية إلى الجبهة الشرقية، وربما هذا كان السبب وراء هزيمة الألمان عند المارن.